# Valdemar Magnusson de Finlandia

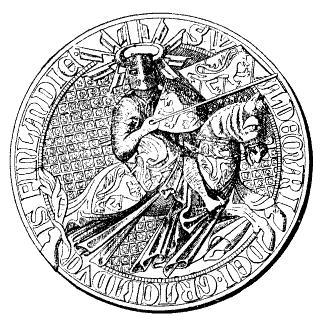
Sello de Valdemar Magnusson

Valdemar Magnusson (primera mitad de la década de 1280 - Nyköping, 16 de febrero de 1318). Príncipe sueco, duque de Finlandia. Hijo de Magnus Ladulás y de Eduviges de Holstein.
Es conocido por el apoyo que brindó a su hermano Erik Magnusson en la guerra civil contra su hermano mayor el rey Birger I Magnusson.

## Biografía
Valdemar fue el quinto de los hijos del rey Magnus Ladulás y de la reina Eduviges. Cuando su hermano Birger fue coronado en 1302, Valdemar fue nombrado duque de Finlandia. Su vida estaría muy influida por las decisiones de su otro hermano, el duque Erik de Södermanland.
Se casó con Cristina, una hija del miembro del Consejo Real Torgils Knutsson, uno de los hombres más poderosos de la corte, que a la postre sería ejecutado en 1306 por la insidia del duque Erik. Tras el asesinato, Valdemar repudió a su esposa y logró la anulación del matrimonio, argumentando que ambos eran hermanos de bautismo. En 1312 contrajo matrimonio con Ingeborg, la hija menor del rey Erico II de Noruega. Parece ser que el matrimonio tuvo a un único hijo en 1316, que murió prematuramente.
Valdemar fue el principal aliado de su hermano Erik en la guerra contra Birger, que azotó a Suecia entre 1306 y 1310, y que involucró a Noruega y a Dinamarca. Los dos hermanos rebeldes obtuvieron en las negociaciones de paz de 1309 sendas posesiones territoriales. Valdemar obtuvo el dominio sobre una parte considerable de la actual Finlandia, que incluía los feudos de Åbo (actual Turku) y Tavastehus (actual Hämeenlinna). Con el dominio del castillo de Estocolmo recibió la posesión de áreas considerables de la provincia de Uppland, y con el castillo de Borgholm toda la isla de Öland.
El rey Birger, quien era el gobernante legítimo de toda Suecia, invitó a sus hermanos Erik y Valdemar en la ciudad de Nyköping en 1317, en un supuesto acto de reconciliación. La noche entre el 10 y el 11 de septiembre de ese año, los duques fueron arrestados y encarcelados. Aunque no se conocen las causas, se ha especulado que los hermanos murieron de inanición en la prisión, en el verano de 1318, aunque pudiera ser que fueron asesinados.
La muerte de los hermanos le atrajo mayores enemistades a Birger, que sería derrocado.